# Australische Badmintonnationalmannschaft
Die australische Badmintonnationalmannschaft repräsentiert Australien in internationalen Badmintonwettbewerben.

## Teilnahme an Welt- und Kontinentalmeisterschaften
| Thomas Cup - Thomas Cup 1952 – Qualifikation - Thomas Cup 1955 – 4./5. - Thomas Cup 1958 – Qualifikation - Thomas Cup 1961 – 4./5. - Thomas Cup 1964 – Qualifikation - Thomas Cup 1967 – Qualifikation - Thomas Cup 1970 – Qualifikation - Thomas Cup 1973 – Qualifikation - Thomas Cup 1976 – Qualifikation - Thomas Cup 1979 – Qualifikation - Thomas Cup 1982 – Qualifikation - Thomas Cup 1984 – Qualifikation - Thomas Cup 1986 – Qualifikation - Thomas Cup 1988 – Qualifikation - Thomas Cup 1990 – Qualifikation - Thomas Cup 1992 – Qualifikation - Thomas Cup 1994 – Qualifikation - Thomas Cup 1996 – Qualifikation - Thomas Cup 1998 – Qualifikation - Thomas Cup 2000 – Qualifikation - Thomas Cup 2002 – Qualifikation - Thomas Cup 2004 – Qualifikation - Thomas Cup 2006 – Qualifikation - Thomas Cup 2008 – Qualifikation - Thomas Cup 2010 – 9.–12. - Thomas Cup 2012 – Qualifikation - Thomas Cup 2014 – nicht qualifiziert - Thomas Cup 2018 – 13.–16. - Thomas Cup 2020 – zurückgezogen | Uber Cup - Uber Cup 1957 – nicht gestartet - Uber Cup 1960 – Qualifikation - Uber Cup 1963 – Qualifikation - Uber Cup 1966 – Qualifikation - Uber Cup 1969 – Qualifikation - Uber Cup 1972 – Qualifikation - Uber Cup 1975 – 5. - Uber Cup 1978 – 5. - Uber Cup 1981 – Qualifikation - Uber Cup 1984 – Qualifikation - Uber Cup 1992 – Qualifikation - Uber Cup 1994 – Qualifikation - Uber Cup 1996 – Qualifikation - Uber Cup 1998 – Qualifikation - Uber Cup 2000 – Qualifikation - Uber Cup 2002 – Qualifikation - Uber Cup 2004 – 9.–12. - Uber Cup 2006 – Qualifikation - Uber Cup 2008 – Qualifikation - Uber Cup 2010 – 9.–12. - Uber Cup 2012 – Qualifikation - Uber Cup 2014 – Endrunde - Uber Cup 2016 – 15. - Uber Cup 2018 – 13. - Uber Cup 2020 – zurückgezogen - Uber Cup 2022 – 15. | Sudirman Cup - Sudirman Cup 1989 – 16. - Sudirman Cup 1991 – 15. - Sudirman Cup 1993 – 14. - Sudirman Cup 1995 – 15. - Sudirman Cup 1997 – 16. - Sudirman Cup 1999 – 19. - Sudirman Cup 2003 – 26. - Sudirman Cup 2005 – 27. - Sudirman Cup 2007 – 26. - Sudirman Cup 2009 – 24. - Sudirman Cup 2011 – 22. - Sudirman Cup 2013 – 21. - Sudirman Cup 2015 – 23. - Sudirman Cup 2017 – 15. - Sudirman Cup 2019 – 24. - Sudirman Cup 2021 – zurückgezogen - Sudirman Cup 2023 – |

## Commonwealth Games
Gemischtes Team
| Jahr | Resultat      |
| ---- | ------------- |
| 2010 | Viertelfinale |
| 2014 | Viertelfinale |
| 2018 | Viertelfinale |
| 2022 | Gruppenphase  |

## Badminton-Ozeanienmeisterschaft
| Jahr | Resultat  |
| ---- | --------- |
| 2008 | Finalist  |
| 2010 | Champions |
| 2012 | Finalist  |
| 2016 | Finalist  |
| 2018 | Champions |
| 2020 | Champions |

| Jahr | Resultat  |
| ---- | --------- |
| 2008 | Finalist  |
| 2010 | Champions |
| 2012 | Champions |
| 2016 | Champions |
| 2018 | Champions |
| 2020 | Champions |

| Jahr | Resultat  |
| ---- | --------- |
| 1999 | Champions |
| 2002 | Champions |
| 2004 | Finalist  |
| 2006 | Finalist  |
| 2008 | Finalist  |
| 2010 | Champions |
| 2012 | Champions |
| 2014 | Champions |
| 2016 | Champions |
| 2019 | Champions |
| 2023 | Champions |

## Juniorenmannschaften

### Suhandinata Cup
| Jahr | Resultat                  |
| ---- | ------------------------- |
| 2000 | Gruppenphase – 12. von 24 |
| 2002 | Gruppenphase – 22. von 23 |
| 2006 | Gruppenphase – 24. von 28 |
| 2007 | Gruppenphase – 19. von 25 |
| 2009 | Gruppenphase – 21. von 21 |
| 2011 | Gruppenphase – 18. von 22 |
| 2012 | Gruppe X2 – 19. von 30    |
| 2013 | Gruppe W1 – 19. von 30    |
| 2014 | Gruppe Z2 – 23. von 33    |
| 2015 | Gruppe D1 – 22. von 40    |
| 2016 | Gruppe A2 – 26. von 52    |
| 2017 | Gruppe D – 35. von 45     |
| 2018 | Gruppe A2 – 35. von 39    |
| 2019 | Gruppe E – 35. von 43     |
| 2022 | Gruppe B – 19. von 38     |

### Badminton-Juniorenozeanienmeisterschaft

#### Gemischtes Team
| Jahr | Resultat  |
| ---- | --------- |
| 2011 | Finalist  |
| 2013 | Champions |
| 2015 | Champions |
| 2017 | Finalist  |
| 2019 | Champions |
| 2023 | Champions |

### Commonwealth Youth Games

#### Gemischtes Team
| Jahr | Resultat          |
| ---- | ----------------- |
| 2004 | Gruppenphase – 7. |

## Nationalspieler
Herren
- Matthew Chau
- Keith Mark Edison
- Anthony Joe
- Simon Leung
- Lin Yingxiang
- Jacob Schueler
- Sawan Serasinghe
- Mitchell Wheller

Frauen
- Wendy Chen
- Louisa Ma
- Tiffany Ho
- Angela Yu
- Gronya Somerville
- Kaitlyn Ea
- Joyce Choong
- Sydney Go